# FK Vitebsk
Ne pas confondre avec le Lokomotiv Vitebsk, ancien club de la même ville.
Maillots
Le Futbolny Klub Vitebsk, plus couramment abrégé en FK Vitebsk (en russe : ФК Витебск) ou FK Vitsiebsk (en biélorusse : ФК Віцебск), est un club biélorusse de football fondé en 1960 et basé dans la ville de Vitebsk.

## Historique
- 1960 : fondation du club sous le nom de KIM Vitebsk
- 1995 : le club est renommé Dvina Vitebsk
- 1996 : fusion avec le Lokomotiv Vitebsk en Lokomotiv-96 Vitebsk
- 1998 : 1re participation à une Coupe d'Europe (C2, saison 1998/99)
- 2007 : le club est renommé FK Vitebsk

## Bilan sportif

### Palmarès
| Compétitions nationales |
| --- |
| - Championnat de Biélorussie : - Vice-champion : 1992-1993 et 1994-1995. - Coupe de Biélorussie (1) : - Vainqueur : 1997-1998. - Finaliste : 2018-2019. |

### Bilan par saison
Légende
- Vainqueur de la compétition
- Vice-champion ou finaliste de la compétition
- Troisième de la compétition
- Promu en division supérieure
- Relégué en division inférieure

#### Période soviétique
| Saison | Championnat      | Championnat | Championnat | Championnat | Championnat | Championnat | Championnat | Championnat | Championnat | Championnat | Coupe d'URSS          |
| Saison | Division         | Pos         | Pts         | J           | V           | N           | D           | BP          | BC          | Diff        | Coupe d'URSS          |
| ------ | ---------------- | ----------- | ----------- | ----------- | ----------- | ----------- | ----------- | ----------- | ----------- | ----------- | --------------------- |
| 1960   | 2e Républiques 1 | 12e         | 21          | 30          | 7           | 7           | 16          | 26          | 44          | -18         | —                     |
| 1961   | 2e Républiques 1 | 8e          | 32          | 30          | 12          | 8           | 10          | 44          | 46          | -2          | Finale Q              |
| 1962   | 2e Républiques 1 | 15e         | 24          | 32          | 9           | 6           | 17          | 24          | 40          | -16         | Finale Q              |
| 1963   | 3e Républiques 1 | 10e         | 27          | 30          | 11          | 5           | 14          | 31          | 37          | -6          | Huitièmes de finale Q |
| 1964   | 3e Ukraine 1     | 14e         | 24          | 30          | 8           | 8           | 14          | 16          | 29          | -13         | Huitièmes de finale Q |
| 1965   | 3e Ukraine 1     | 6e          | 30          | 30          | 8           | 14          | 8           | 29          | 28          | +1          | Huitièmes de finale Q |
| 1966   | 3e Russie 1      | 17e         | 17          | 32          | 5           | 7           | 20          | 14          | 44          | -30         | —                     |
| 1967   | 3e Russie 1      | 17e         | 24          | 34          | 7           | 10          | 17          | 17          | 43          | -26         | Huitièmes de finale Q |
| 1968   | 3e Russie 1      | 7e          | 46          | 38          | 19          | 8           | 11          | 39          | 31          | +8          | Huitièmes de finale Q |
| 1969   | 3e Russie 1      | 14e         | 28          | 32          | 9           | 10          | 13          | 30          | 34          | -4          | —                     |
| 1970   | 4e Russie 1      | 11e         | 28          | 32          | 10          | 8           | 14          | 27          | 36          | -9          | —                     |
| 1971   | 3e Zone 2        | 16e         | 35          | 38          | 7           | 14          | 17          | 21          | 42          | -21         | —                     |
| 1972   | 3e Zone 2        | 15e         | 44          | 38          | 12          | 8           | 18          | 31          | 35          | -4          | —                     |
| 1973   | 3e Zone 2        | 13e         | 19          | 32          | 4           | 16          | 12          | 18          | 36          | -18         | —                     |
| 1974   | 3e Zone 2        | 20e         | 25          | 40          | 6           | 13          | 21          | 20          | 47          | -27         | —                     |
| 1975   | 3e Zone 2        | 16e         | 19          | 34          | 6           | 7           | 21          | 20          | 57          | -37         | —                     |
| 1976   | 3e Zone 1        | 15e         | 33          | 38          | 13          | 7           | 18          | 30          | 37          | -7          | —                     |
| 1977   | 3e Zone 1        | 14e         | 34          | 40          | 11          | 12          | 17          | 29          | 38          | -9          | —                     |
| 1978   | 3e Zone 1        | 15e         | 41          | 46          | 13          | 15          | 18          | 43          | 43          | 0           | —                     |
| 1979   | 3e Zone 1        | 12e         | 51          | 46          | 15          | 21          | 10          | 49          | 38          | +11         | —                     |
| 1980   | 3e Zone 8        | 9e          | 20          | 32          | 5           | 10          | 17          | 23          | 47          | -24         | —                     |
| 1981   | 3e Zone 8        | 9e          | 28          | 40          | 8           | 12          | 20          | 38          | 60          | -22         | —                     |
| 1982   | 3e Zone 5        | 16e         | 16          | 30          | 5           | 6           | 19          | 13          | 44          | -31         | —                     |
| 1983   | 3e Zone 5        | 10e         | 29          | 32          | 9           | 11          | 12          | 28          | 42          | -14         | —                     |
| 1984   | 3e Zone 5        | 18e         | 20          | 34          | 7           | 6           | 21          | 27          | 60          | -33         | —                     |
| 1985   | 3e Zone 5        | 14e         | 20          | 30          | 7           | 6           | 17          | 32          | 49          | -17         | —                     |
| 1986   | 3e Zone 5        | 16e         | 10          | 30          | 2           | 6           | 22          | 19          | 57          | -38         | —                     |
| 1987   | 3e Zone 5        | 17e         | 20          | 34          | 6           | 8           | 20          | 28          | 51          | -23         | —                     |
| 1988   | 3e Zone 5        | 17e         | 18          | 34          | 3           | 12          | 19          | 16          | 57          | -41         | —                     |
| 1989   | 3e Zone 5        | 13e         | 42          | 42          | 17          | 8           | 17          | 41          | 47          | -6          | —                     |
| 1990   | 4e Zone 6        | 2e          | 46          | 42          | 20          | 6           | 6           | 59          | 31          | +28         | —                     |
| 1991   | 3e Ouest         | 20e         | 30          | 42          | 11          | 8           | 23          | 43          | 55          | -12         | —                     |

#### Période biélorusse
| Saison    | Championnat | Championnat | Championnat | Championnat | Championnat | Championnat | Championnat | Championnat | Championnat | Championnat | Coupe de Biélorussie |
| Saison    | Division    | Pos         | Pts         | J           | V           | N           | D           | BP          | BC          | Diff        | Coupe de Biélorussie |
| --------- | ----------- | ----------- | ----------- | ----------- | ----------- | ----------- | ----------- | ----------- | ----------- | ----------- | -------------------- |
| 1992      | 1re         | 6e          | 17          | 15          | 7           | 3           | 5           | 21          | 14          | +7          | Huitièmes de finale  |
| 1992-1993 | 1re         | 2e          | 47          | 32          | 18          | 11          | 3           | 55          | 21          | +34         | Demi-finales         |
| 1993-1994 | 1re         | 3e          | 43          | 30          | 17          | 9           | 4           | 32          | 14          | +18         | Huitièmes de finale  |
| 1994-1995 | 1re         | 2e          | 45          | 30          | 16          | 13          | 1           | 46          | 15          | +31         | Seizièmes de finale  |
| 1995      | 1re         | 7e          | 20          | 15          | 5           | 5           | 5           | 12          | 12          | 0           | Seizièmes de finale  |
| 1996      | 1re         | 5e          | 49          | 30          | 13          | 10          | 7           | 48          | 27          | +21         | Seizièmes de finale  |
| 1997      | 1re         | 3e          | 59          | 30          | 18          | 5           | 7           | 46          | 30          | +16         | Quarts de finale     |
| 1998      | 1re         | 4e          | 48          | 28          | 14          | 6           | 8           | 35          | 24          | +11         | Vainqueur            |
| 1999      | 1re         | 11e         | 34          | 30          | 9           | 7           | 14          | 40          | 45          | -5          | Huitièmes de finale  |
| 2000      | 1re         | 11e         | 31          | 30          | 8           | 7           | 15          | 34          | 50          | -16         | Quarts de finale     |
| 2001      | 1re         | 12e         | 19          | 26          | 4           | 7           | 15          | 18          | 51          | -33         | Huitièmes de finale  |
| 2002      | 1re         | 14e         | 9           | 26          | 3           | 0           | 23          | 20          | 77          | -57         | Seizièmes de finale  |
| 2003      | 2e          | 1er         | 73          | 31          | 23          | 4           | 4           | 59          | 22          | +37         | Quarts de finale     |
| 2004      | 1re         | 15e         | 27          | 31          | 8           | 3           | 20          | 35          | 58          | -23         | Quarts de finale     |
| 2005      | 2e          | 2e          | 70          | 30          | 21          | 7           | 2           | 76          | 23          | +53         | Seizièmes de finale  |
| 2006      | 1re         | 6e          | 38          | 26          | 9           | 11          | 6           | 21          | 18          | +3          | Seizièmes de finale  |
| 2007      | 1re         | 8e          | 35          | 26          | 9           | 8           | 9           | 25          | 28          | -3          | Huitièmes de finale  |
| 2008      | 1re         | 5e          | 51          | 30          | 14          | 9           | 7           | 39          | 26          | +13         | Huitièmes de finale  |
| 2009      | 1re         | 10e         | 32          | 26          | 10          | 2           | 14          | 26          | 37          | -11         | Quarts de finale     |
| 2010      | 1re         | 9e          | 32          | 33          | 7           | 11          | 15          | 31          | 52          | -21         | Seizièmes de finale  |
| 2011      | 1re         | 11e         | 32          | 33          | 8           | 8           | 17          | 29          | 46          | -17         | Huitièmes de finale  |
| 2012      | 2e          | 3e          | 59          | 28          | 19          | 2           | 7           | 57          | 30          | +27         | Seizièmes de finale  |
| 2013      | 2e          | 3e          | 55          | 30          | 16          | 7           | 7           | 40          | 29          | +11         | Seizièmes de finale  |
| 2014      | 2e          | 3e          | 50          | 30          | 15          | 5           | 10          | 44          | 30          | +14         | Seizièmes de finale  |
| 2015      | 1re         | 13e         | 21          | 26          | 4           | 9           | 13          | 21          | 47          | -26         | Quarts de finale     |
| 2016      | 1re         | 6e          | 42          | 30          | 12          | 6           | 12          | 30          | 26          | +4          | Huitièmes de finale  |
| 2017      | 1re         | 8e          | 43          | 30          | 12          | 7           | 11          | 35          | 38          | -3          | Huitièmes de finale  |
| 2018      | 1re         | 4e          | 62          | 30          | 19          | 5           | 6           | 47          | 20          | +27         | Huitièmes de finale  |
| 2019      | 1re         | 13e         | 31          | 30          | 8           | 7           | 15          | 24          | 39          | -15         | Finale               |
| 2020      | 1re         | 12e         | 36          | 30          | 8           | 12          | 10          | 30          | 38          | -8          | Huitièmes de finale  |
| 2021      | 1re         | 7e          | 37          | 30          | 9           | 10          | 11          | 37          | 41          | -4          | Quarts de finale     |
| 2022      | 1re         | 15e         | 22          | 30          | 4           | 10          | 16          | 28          | 49          | -21         | Demi-finales         |
| 2023      | 2e          | 3e          | 73          | 32          | 23          | 4           | 5           | 68          | 22          | +46         | Quarts de finale     |
| 2024      | 1re         | 5e          | 47          | 30          | 14          | 5           | 11          | 33          | 25          | +8          | Quarts de finale     |

### Bilan européen
Le FK Vitebsk découvre les compétitions européennes en 1998, année qui le voit prendre part à la dernière édition de la Coupe des coupes en tant que vainqueur de la coupe nationale. Il en est cependant vite éliminé, sortant dès le tour préliminaire face à l'équipe bulgare du Levski Sofia sur le large score de 9 buts à 2. Il se qualifie l'année suivante pour la Coupe Intertoto en tant que quatrième du championnat mais voit son parcours s'arrêter tout aussi vite, perdant face aux Croates du Varteks Varaždin dès le premier tour (3-4). Vitebsk retrouve la coupe d'Europe après vingt ans d'absence en prenant part à la Ligue Europa 2019-2020 en tant que quatrième du championnat biélorusse en 2018. L'aventure est une fois de plus très bref, avec une élimination d'entrée au premier tour de qualification contre l'équipe finnoise du KuPS Kuopio.
Note : dans les résultats ci-dessous, le score du club est toujours donné en premier.
| Saison    | Compétition      | Tour              | Club             | Domicile | Extérieur | Total |
| --------- | ---------------- | ----------------- | ---------------- | -------- | --------- | ----- |
| 1998-1999 | Coupe des coupes | Tour préliminaire | Levski Sofia     | 1 - 1    | 1 - 8     | 2 - 9 |
| 1999      | Coupe Intertoto  | Premier tour      | Varteks Varaždin | 1 - 2    | 2 - 2     | 3 - 4 |
| 2019-2020 | Ligue Europa     | Premier tour Q    | KuPS Kuopio      | 1 - 1    | 0 - 2     | 1 - 3 |

Légende
- Victoire ou qualification pour le tour suivant
- Match nul
- Défaite ou élimination de la compétition

## Logo du club

Logo du Lokomotiv-96 Vitebsk.
Logo actuel.